# Lijst van afleveringen van MythBusters (seizoen 3)
Dit is een lijst van de verschillende mythes en broodjeaapverhalen uitgetest in het derde seizoen van de televisieserie MythBusters. Mythes kunnen drie uitkomsten hebben: Busted (de bewering klopt niet), Plausible (de bewering is mogelijk juist), of Confirmed (de bewering werd bevestigd).

## Aflevering 24 — "Ming Dynasty Astronaut"

### Ming Dynasty Astronaut
| Mythe | Status | Notities |
| --- | ------ | --- |
| Een 15e-eeuwse astroloog uit China wist zichzelf de ruimte in te lanceren met een troon waarin 47 bamboeraketten werden vastgemaakt. | Busted | Het experiment werd tweemaal uitgevoerd: een keer met 47 klassieke raketten gemaakt met middelen die destijds beschikbaar waren, en een keer met 47 sterkere moderne raketten. De 47 oude raketten veroorzaakten een explosie en vernietigden de troon. De 47 moderne raketten kregen het ook niet voor elkaar. De vele explosies maakten dat Buster onherstelbaar beschadigd raakte en vervangen moest worden. |

### Free Energy
| Mythe                                                                               | Status | Notities                                                    |
| ----------------------------------------------------------------------------------- | ------ | ----------------------------------------------------------- |
| Het is aannemelijk een perpetuum mobile te maken en je huis van stroom te voorzien. | Busted | Verschillende methodes werden getest, maar geen een werkte. |

### Ceiling Fan Decapitation
| Mythe                                              | Status | Notities |
| -------------------------------------------------- | ------ | --- |
| Een standaard huisventilator kan iemand onthoofden | Busted | Normale ventilators zoals mensen die in hun huiskamer hebben kunnen zelfs niet eens dodelijk letsel veroorzaken, laat staan iemand onthoofden. Een sterkere industriële ventilator kan wel iemand dodelijk verwonden, maar is eveneens niet in staat een persoon te onthoofden. De MythBusters bouwden ook hun eigen ventilator van messen en een grasmaaier, maar ook die kreeg het niet voor elkaar. |

## Aflevering 25 — "Brown Note, Water Torture"

### Blown Away
| Mythe | Status | Notities |
| --- | ------ | --- |
| Een persoon die geraakt wordt door een kogel, zal een enorm stuk achteruit vliegen (zoals in films vaak gebeurt). | Busted | Gebeurt niet. Als een kogel echt iemand zes meter naar achteren zou werpen, dan zou de schutter zelf ook zes meter naar achter vliegen. Dit is opnieuw getest in Seizoen 3, Aflevering 38. |

### Brown Note
| Mythe                                                          | Status | Notities |
| -------------------------------------------------------------- | ------ | --- |
| Er bestaat een infrageluid dat op iemands darmen kan inwerken. | Busted | Adam werd blootgesteld aan verschillende geluiden, maar de luier die hij droeg bleek niet nodig. De mythe was niet waar. |

### Chinese Water Torture
| Mythe                                                  | Status    | Notities                                  |
| ------------------------------------------------------ | --------- | ----------------------------------------- |
| Chinese watermarteling kan iemand tot waanzin drijven. | Confirmed | De marteling blijkt zelfs zeer effectief. |

## Aflevering 26 — "Salsa Escape, Cement Removal"

### Salsa Escape
| Mythe | Status    | Notities |
| --- | --------- | --- |
| Salsa werd ooit gebruikt door een Mexicaanse gevangene om de tralies van zijn cel door te laten roesten, waarna hij kon ontsnappen. | Plausible | Indien je enkele jaren tot je beschikking hebt, is dit aannemelijk. Gebruik van elektrolyse via gelijkstroom versnelt het proces. |
| Een met urine doordrenkt zijdeshirt is sterk genoeg om tralies mee te verbuigen, zoals te zien in de film Shanghai Noon.            | Busted    | Adam probeerde deze methode nadat bij hem de salsa niet werkte. De tralies waren te sterk, en het shirt scheurde.                 |

### Cement Removal
| Mythe                                                                             | Status    | Notities |
| --------------------------------------------------------------------------------- | --------- | --- |
| Een staaf dynamiet kan in een keer alle restjes cement uit een cementtruck halen. | Plausible | Het dynamiet werkte goed en maakte een hoop cement los. |
| Een staaf dynamiet kan een groot blok cement in cementtruck doen barsten.         | Busted    | Een enorme blok gedroogd cement in een cementtruck is zelfs sterker dan de truck zelf, en kan niet met een staaf dynamiet worden verwijderd. Uiteindelijk werd de hele wagen opgeblazen. De explosie was verreweg de grootste uit de hele serie MythBusters. |

## Aflevering 27 — "Exploding Port-a-Potty, Car Pole-Vault"

### Exploding Port-a-Potty
| Mythe                                                                                         | Status | Notities                                                                        |
| --------------------------------------------------------------------------------------------- | ------ | ------------------------------------------------------------------------------- |
| Een sigaret aansteken op een port-a-potty gevuld met methaangas zal een explosie veroorzaken. | Busted | De uitwerpselen in een port-a-potty produceren niet genoeg gas voor ontsteking. |

### Driveshaft Pole Vault
| Mythe | Status              | Notities                             |
| --- | ------------------- | ------------------------------------ |
| Een gebroken draaias van een auto die over de grond sleept kan de auto doen polsstokspringen indien hij in een gat in de weg terechtkomt. | Gedeeltelijk Busted | Een auto wordt alleen even opgetild. |

## Aflevering 28 — "Is Yawning Contagious?"

### Toy Car Race
| Mythe | Status              | Notities |
| --- | ------------------- | --- |
| Over een ¼ mijl lange baan die heuvelaf loopt, kan een speelgoedauto sneller rijden dan een Dodge Viper die enkel door zwaartekracht wordt voortbewogen. | Gedeeltelijk Busted | Het speelgoedautootje kan de Viper gedurende 30 meter voorblijven, daarna wordt het ingehaald. Het kan dus wel, maar niet over de lengte die in de mythe wordt gesuggereerd. |

### Is Yawning Contagious?
| Mythe                                           | Status    | Notities |
| ----------------------------------------------- | --------- | --- |
| Als iemand in je buurt gaapt, gaap je zelf ook. | Confirmed | In een test met 50 mensen gaapten diegene die door de MythBusters waren aangestoken in 29% van de gevallen, en anderen 25%. De 4% verschil is echter te klein om een vaste conclusie te kunnen trekken. |

### Toast - Butter Side Up or Down?
| Mythe                                                           | Status | Notities |
| --------------------------------------------------------------- | ------ | --- |
| Geroosterd brood valt vaker met de besmeerde kant naar beneden. | Busted | Statistisch is er evenveel kans voor beide. De reden dat brood vaak met de besmeerde kant naar beneden valt is vanwege de manier waarop het valt. |

## Aflevering 29 — "Cooling a Six pack"

### Cooling a Six pack
| Mythe | Status | Notities                                              |
| --- | ------ | ----------------------------------------------------- |
| Een sixpack bier kan razendsnel worden gekoeld door het in te graven in zand, er benzine over te gieten en dit aan te steken. | Busted | Het vuur veranderde vrijwel niets aan de temperatuur. |

### Baghdad Battery
Een ouderwetse Baghdad-batterij kon in het verleden gebruikt zijn voor…
| Mythe                         | Status    | Notities |
| ----------------------------- | --------- | --- |
| ...elektrodepositie           | Plausible | In een nacht werd zink over koper heen geplaatst. |
| ...acupunctuur therapie       | Plausible | De naalden werden uiteindelijk heet, dus marteling is een meer waarschijnlijk gebruik. |
| ...voor religieuze doeleinden | Plausible | Daar elektriciteit destijds een onbekend verschijnsel was, is het mogelijk dat men het voor iets goddelijks aanzag. De Junior MythBusters hadden Adam toen voor de gek gehouden met een moderne batterij. Dat werd niet zo leuk gevonden door Adam. |

## Aflevering 30 — "Son of a Gun"

### Son of a Gun
| Mythe | Status | Notities |
| --- | ------ | --- |
| Een soldaat uit de Amerikaanse Burgeroorlog maakte per ongeluk een vrouw zwanger toen een kogel hem in zijn edele delen trof en vervolgens de vrouw in kwestie raakte. | Busted | Ten eerste kan sperma niet overleven op een kogel en ten tweede zou de vrouw de kogelwond niet hebben overleefd. |

### Phone in a Thunderstorm
| Mythe                                                                  | Status    | Notities                                                                                          |
| ---------------------------------------------------------------------- | --------- | ------------------------------------------------------------------------------------------------- |
| Iemand die tijdens een onweersbui belt, loopt de kans op elektrocutie. | Confirmed | De telefoon en een ballistische pop werden blootgesteld aan 200.000 volt. De lading was dodelijk. |
| En ook een douche nemen tijdens een onweersbui is gevaarlijk.          | Plausible | De pop werd niet geraakt, maar er ontstond brand en de voltmeter sloeg op tilt.                   |

### Trailer Troubles
| Mythe                                                                             | Status    | Notities                                                                      |
| --------------------------------------------------------------------------------- | --------- | ----------------------------------------------------------------------------- |
| Een boot kan varen met de aanhangwagen waarop hij vervoerd wordt er nog aan vast. | Confirmed | De boot verloor een aanzienlijke hoeveelheid snelheid, maar kwam wel vooruit. |

## Aflevering 31 — "Breaking Glass"

### Breaking Glass
| Mythe                                                                     | Status    | Notities                                                       |
| ------------------------------------------------------------------------- | --------- | -------------------------------------------------------------- |
| Een mens kan door het zingen van de juiste toon een wijnglas doen breken. | Confirmed | Zanger en coach Jaime Vendera was in staat een glas te breken. |

### Rolling Stone Gathers No Moss
De Junior MythBusters onderzoeken weer een gezegde: “een rollende steen vergaart geen mos”
| Mythe                                           | Status    | Notities |
| ----------------------------------------------- | --------- | --- |
| Een rollende steen vergaart inderdaad geen mos. | Confirmed | Op een rollende steen zal geen mos groeien. Dit experiment duurde zes maanden en is daarmee een van de langste ooit. |

### Jet Engine Vacuum
| Mythe                                                                     | Status | Notities |
| ------------------------------------------------------------------------- | ------ | --- |
| Een stofzuiger kan dienstdoen als straalmotor indien hij benzine opzuigt. | Busted | Nieuwe modellen hebben de luchtstroom geïsoleerd van de motor. En zelfs al was dat niet het geval, dan zou er enkel brand ontstaan. |

## Aflevering 32 — "Jet Pack"

### Jet Pack
| Mythe                                                                                          | Status | Notities |
| ---------------------------------------------------------------------------------------------- | ------ | --- |
| Een jetpack kan worden gebouwd van bouwplannen die men op internet vindt, en een klein budget. | Busted | De jetpack die de MythBusters maakten was sterk aangepast, want de bouwplannen zaten vol fouten. En desondanks werkte het niet. Bovendien waren ze over het budget gegaan. |

### Pyramid Power
| Mythe                                                                                           | Status | Notities |
| ----------------------------------------------------------------------------------------------- | ------ | --- |
| Piramides hebben mysterieuze krachten die voor verschillende doeleinden kunnen worden gebruikt. | Busted | De Junior MythBusters bouwden verschillende piramides om de “piramidekracht” uit te testen. Er werd gekeken of een piramide scheermesjes scherp houdt, een bloem minder snel doet verwelken, een appel minder snel doet rotten en melk minder snel doet bederven. Niets werkte. |

## Aflevering 33 — "Killer Brace Position"

### Killer Brace Position
| Mythe | Status | Notities |
| --- | ------ | --- |
| De houding die je moet aannemen als een vliegtuig neerstort is niet bedoeld om je te redden, maar om juist te zorgen dat je sneller je nek breekt. Het is goedkoper voor een maatschappij te moeten betalen voor iemands dood, dan voor levenslange zorg. | Busted | De noodlanginshouding (brace position) beschermde Buster tegen serieuze verwondingen. Ook de MythBusters zelf probeerden het een keer uit, en overleefden het allemaal. Het gedeelte over het uitbetalen is wel waar. Betalen voor iemands dood is goedkoper dan betalen voor levenslange zorg. |

### Cell Phones vs. Drunk Driving
| Mythe | Status    | Notities |
| --- | --------- | --- |
| Rijden terwijl je met je mobiele telefoon belt is net zo gevaarlijk als rijden onder invloed van alcohol. | Confirmed | Adam en Kari reden driemaal een speciaal rijexamen parkoers met een rijinstructeur erbij. De eerste keer reden ze gewoon, de tweede keer terwijl ze mobiel belden met Jamie, en de derde maal terwijl ze gedronken hadden. Bij de laatste twee keer zakten ze. Hoewel Adam wel erop wees dat je een mobiele telefoon kunt uitzetten als het gevaarlijk wordt. Je kunt niet zomaar stoppen met dronken zijn. |

## Aflevering 34 — "Bulletproof Water"

### Bulletproof Water
| Mythe                                                    | Status                 | Notities |
| -------------------------------------------------------- | ---------------------- | --- |
| Als je onder water duikt, ben je veilig voor vuurwapens. | Gedeeltelijk Confirmed | Alle moderne kogels tot aan kaliber .50 BMG desintegreren wanneer ze het water raken. Ze komen hooguit 1 meter diep. Maar kogels die uit een “trager” vuurwapen worden afgevuurd, zoals een pistool, halen 2,5 meter. Ook geldt dit als de kogels onder een hoek worden geschoten. Kaarsrecht omlaag komen ze dieper. |

### Chain-Straight 360
| Mythe                                                                        | Status | Notities |
| ---------------------------------------------------------------------------- | ------ | --- |
| Het is aannemelijk om op een normale schommel een looping van 360° te maken. | Busted | Een mens kan nooit een normale speeltuinschommel 360° laten draaien. Daar heb je een speciale schommel voor nodig (zoals die in een circus worden gebruikt). |

## Aflevering 35 — "Border Slingshot"
Dit was de eerste aflevering waarin het gehele uur aan 1 mythe werd besteed.
| Mythe | Status | Notities |
| --- | ------ | --- |
| Illegale immigranten gebruiken enorme katapulten om zichzelf over de grens de Verenigde Staten in te laten schieten. | Busted | Een katapult die zoiets zou kunnen is te groot om zomaar even op te bouwen en snel weer weg te halen. Ook zijn ze bij lange na niet accuraat genoeg, waardoor degene die afgeschoten wordt waarschijnlijk verkeerd zou landen en het niet zou overleven. |

## Aflevering 36 — "Killer Tissue Box"

### Killer Tissue Box
| Mythe | Status    | Notities |  |
| --- | --------- | --- |  |
| Een simpele doos papieren zakdoekjes die op de hoedenplank achter in de auto ligt kan een dodelijk wapen worden bij een botsing. | Busted    | Scherpe voorwerpen en voorwerpen die meer wegen dan 1,3 kilo, zoals een bowlingbal, kunnen iemand dodelijk verwonden, maar een tissuedoos niet. |  |
| Een tissuedoos kan intact blijven tijdens een botsing.                                                                           | Confirmed | Dit werd pas duidelijk toen Adam en Jamie een echte auto lieten botsen.                                                                         |  |

### Splitting an Arrow
Deze mythe komt uit de film The Adventures of Robin Hood.
| Mythe                                                                                   | Status | Notities |
| --------------------------------------------------------------------------------------- | ------ | --- |
| Het is mogelijk om een pijl geheel van staart tot punt te splijten met een andere pijl. | Busted | Hoewel het mogelijk is om een pijl in een andere pijl te schieten, kan geen enkele pijl helemaal doormidden gespleten worden van staart tot punt. |

## Aflevering 37 — "Escape Slide Parachute"

### Escape Slide Parachute
| Mythe | Status    | Notities |
| --- | --------- | --- |
| Het is aannemelijk om uit een vliegtuig te springen en veilig te landen met een opblaasbaar reddingsvlot, zoals in de film Indiana Jones and the Temple of Doom | Busted    | Het vlot is te instabiel bij een vrije val. Bovendien kan je het vlot niet in het vliegtuig zelf al opblazen.                                                          |
| Je kan dit ook met de opblaasbare ontsnappingsglijbaan. | Busted    | Hoewel Buster in staat was met de glijbaan veilig te landen, moest hij vast worden gemaakt aan de glijbaan. Iets wat niet zou kunnen bij een sprong uit een vliegtuig. |
| Een persoon die goed vastzit in de achterste stoel van de stewardess kan de vernietiging van een vliegtuig overleven en veilig landen in het staartgedeelte.    | Plausible | Dit is een keer gebeurd. De stewardess in kwestie was zwaargewond, maar overleefde de val.                                                                             |

### Exploding Hair Cream
| Mythe | Status | Notities |
| --- | ------ | --- |
| Een aantal Canadese luchtmachtpiloten werd ooit op explosieve manier onthoofd toen hun haargel ontplofte in de zuurstofrijke omgeving van de cockpit. | Busted | Zelfs bij extreme hoeveelheden haargel kwamen de MythBusters zelfs niet in de buurt van onthoofding. Er zijn weleens incidenten geweest met kleine brandjes die ontstonden door haargel, maar nooit waren er fatale verwondingen. |

## Aflevering 38 — "MythBusters Revisited"
Dit is de tweede aflevering die geheel in het teken stond van het hertesten van oude mythen.

### Blown Away
| Mythe | Status     | Notities                                                                 |
| --- | ---------- | ------------------------------------------------------------------------ |
| Een lichaam dat geraakt wordt door een kogel, zal een enorm stuk achteruit vliegen. (Uit "Blown Away", Seizoen 2, Aflevering 25) | Her-Busted | Zelfs een .50 kaliber-kogel kan een persoon niet achteruit doen vliegen. |

### Explosive Decompression
| Mythe | Status     | Notities |
| --- | ---------- | --- |
| Explosieve decompressie kan ontstaan als een kogel door de wand van een vliegtuig dat zich in de lucht bevindt wordt geschoten. (Uit "Explosive Decompression", Seizoen 1, Aflevering 10) | Her-Busted | Het Junior-team onderzocht ditmaal tevens het effect van een luchtstroom langs een kogelgat, maar desondanks was de mythe niet waar. |

### Who Gets Wetter?
| Mythe | Status    | Notities |
| --- | --------- | --- |
| Als je rent in de regen, word je minder nat dan wanneer je stapt. (Uit "Who Gets Wetter?", Seizoen 1, Aflevering 1). | Confirmed | In seizoen één gebruikten Adam en Jamie kunstmatige regen. Ditmaal werd een echte regenbui gebruikt, en bleek de mythe toch waar te zijn. |

### Plywood Builder
| Mythe | Status     | Notities |
| --- | ---------- | --- |
| Een plaat multiplex kan dienstdoen als parachute en zo iemands val van een hoog gebouw zo afremmen dat je het overleeft.(Uit "Plywood Builder", Seizoen 2, Aflevering 18) | Her-Busted | Ditmaal werd ook de opwaartse wind als factor meegenomen in de test, maar desondanks is de mythe niet waar. |

### Biscuit Bazooka-spin-off
| Mythe | Status    | Notities |
| --- | --------- | --- |
| Een zwarte auto wordt sneller heet in de zon dan een witte auto. (Spin-off van "Biscuit Bazooka", pilot 2.) | Confirmed | Een fan stuurde een brief met de vraag of de kleur van je auto effect heeft op het opwarmen. Bij de test bleek de zwarte auto 10 graden Fahrenheit heter te worden dan de witte. |

### AC vs. Windows Down
| Mythe | Status                 | Notities |
| --- | ---------------------- | --- |
| Autorijden met de airconditioning aan verbruikt minder benzine dan rijden met de ramen open. (Uit "AC vs. Windows Down", Seizoen 2, Aflevering 22) | Gedeeltelijk Confirmed | Het hangt af van de snelheid van de auto. Bij snelheden lager dan 50 mph (mijl per uur) is het beter je ramen open te doen, bij snelheden hoger dan 55 mph is het beter je airco te gebruiken. |

### Car Capers - Exploding Gas Tank
| Mythe | Status                 | Notities |
| --- | ---------------------- | --- |
| Een benzinetank van een auto ontploft als je er een kogel inschiet. (Uit "Car Capers - Shooting Cars", Seizoen 2, Aflevering 15) | Gedeeltelijk Confirmed | Het werd al bewezen de vorige keer dat gewone kogels niet het explosieve effect hebben dat je in films altijd ziet. Echter, als de tank wordt geraakt door een lichtspoorkogel, dan kan de tank wel vlam vatten. |

## Aflevering 39 — "Chinese Invasion Alarm"

### Chinese Invasion Alarm
| Mythe | Status    | Notities |
| --- | --------- | --- |
| In het oude China was men in staat een vijandig leger dat een tunnel naar de stad groef vroegtijdig te detecteren via trommels in de grond. | Plausible | Kari was in staat om Jamie en Tory's gehak in een nabijgelegen mijn te horen via de trommel bij ten minste twee van de drie testen. Ze wist hen zelfs eerder op te merken via de trommel, dan Grant via zijn geofoon |

### Five-second Rule
| Mythe | Status                 | Notities |
| --- | ---------------------- | --- |
| Indien je voedsel dat op de grond valt binnen vijf seconden oppakt, is het niet besmet en kun je het nog gewoon zonder gevaar eten; de zogenaamde Vijfsecondenregel. | Busted                 | Volgens de mythe is tijd de belangrijkste factor, maar dat ligt in de praktijk toch anders. Er was geen verschil in het aantal bacteriën verzameld in 2 seconden en in 5 seconden. Vooral de vochtigheid van het voedsel en de vervuilingsgraad van de vloer zijn van belang. |
| De toiletbril is de schoonste plaats in je huis. | Confirmed              | Adam en Jamie deden deze test uit nieuwsgierigheid. Bij een test van een monster van de toiletbril met de monsters van de "Five Second Rule" test, bleek de toiletbril inderdaad het schoonst.                                                                                |
| De bek van een hond is schoner dan de mond van een mens. | Gedeeltelijk Confirmed | Een monster genomen uit Adams mond bevatte meer bacteriën dan een monster genomen uit de bek van een hond. Jamie suggereerde echter dat de bacteriën van een hond waarschijnlijk gevaarlijker zijn dan die van een mens.                                                      |

## Aflevering 40 — "Confederate Rocket"
Vanwege het gevaar van de in deze aflevering gebruikte explosieven, werden de chemicaliën nodig voor het maken van lachgas en schietkatoen niet genoemd.
| Mythe | Status | Notities |
| --- | ------ | --- |
| Gedurende de Amerikaanse Burgeroorlog, bouwden en lanceerden de Geconfedereerden twee tweetrapsraketten 120 mijl van Richmond naar Washington D.C. | Busted | Hoewel Adam en Jamie erin slaagden om binnen de gestelde tijd hybride raketten te bouwen met enkel materialen die men ten tijde van de Amerikaanse Burgeroorlog ook had, was de raket geen tweetraps en reisde maar een klein stukje. |

## Aflevering 41 — "Compact Compact, Vodka Myths"

### Compact Compact
| Mythe | Status | Notities |
| --- | ------ | --- |
| Twee vrachtwagens botsten ooit frontaal op elkaar en kwamen muurvast aan elkaar te zitten. Na te zijn weggesleept naar de schroothoop, ontdekten medewerkers daar tot hun schok dat er een personenauto, met de chauffeur er nog in, geheel tussen de twee vrachtwagens zat geklemd. | Busted | Adam en Jamie slaagden er niet in het effect uit de mythe na te bootsen. Een van de vrachtwagens raakte de auto net iets eerder dan de ander, en duwde hem opzij. Ook werden de vrachtwagens door de botsing niet met elkaar verbonden. |

### WodkaMythes, deel I
Wodka kan…
| Mythe                                       | Status    | Notities |
| ------------------------------------------- | --------- | --- |
| ...de stank van iemands voeten verwijderen. | Confirmed | De wodka werd vergeleken met een commercieel product voor stinkvoeten, en beide werkten even goed. |
| ...een slechte adem verhelpen               | Confirmed | Na 1 kop wodka te hebben gemengd met kaneel en dit twee weken te hebben weggezet, was de mix die ontstond in staat iemands adem weer fris te laten ruiken. Alleen de stank van sigaretten bleef aanwezig. |

## Aflevering 42 — "Steel Toe-Cap Amputation, Bottle Rocket Blast-off"

### Steel Toe-Cap Amputation
| Mythe | Status | Notities |
| --- | ------ | --- |
| Schoenen met stalen neuzen zijn gevaarlijker voor je tenen dan normale schoenen indien er een zwaar gewicht opvalt. Waar bij een normale schoen je tenen slechts verpletterd zouden worden, worden ze bij een schoen met stalen neus geamputeerd. | Busted | Via testen gelijk aan die waarmee schoenen met stalen neuzen worden getest, concludeerden Adam en Jamie dat je tenen veel veiliger zijn in schoenen met stalen neuzen dan in normale schoenen. Er is geen kans op amputatie. |

### Bottle Rocket Blast-Off
De Junior MythBusters probeerden deze waterfles jetpack uit een Japanse spelshow na te maken.
| Mythe                                                                                       | Status | Notities |
| ------------------------------------------------------------------------------------------- | ------ | --- |
| Het is aannemelijk om met 15 3-liter waterraketten iemand 40 meter de lucht in de schieten. | Busted | Hoewel 1 individuele waterraket 1/15e van Kari’s gewicht een groot stuk kon lanceren, werkte een combinatie van 15 raketten niet. |

## Aflevering 43 — "Sea-sickness - Kill or Cure?"

### Seasickness - Kill or Cure?
Omdat Adam en Grant allebei erg gevoelig zijn voor reisziekte, probeerden ze een aantal Alternatieve geneeswijzen voor zeeziekte. Je kan zeeziekte bestrijden door…
| Mythe                                                      | Status    | Notities |
| ---------------------------------------------------------- | --------- | --- |
| ...een tongspray met kaneelsmaak te gebruiken.             | Busted    | De spray had geen effect op Adam en Grant. |
| ...een gemberpil in te nemen                               | Confirmed | Zowel Adam als Grant werden niet ziek. |
| ...gemagnetiseerde armbanden om te doen.                   | Busted    | De armbanden werkten noch op Adam, noch op Grant. |
| ...een elektrische armband te dragen.                      | Busted    | De armbanden waren erg oncomfortabel, en Adam en Grant werden toch ziek. |
| ...een placebo van een officieel geneesmiddel in te nemen. | Plausible | Adam en Grant kregen beide een pil met de mededeling dat het een officieel geneesmiddel voor reisziekte was. Adam werd alsnog ziek, maar bij Grant werkte de placebo. Helaas betekende dat wel dat al Grants resultaten van de vorige testen onbetrouwbaar werden, omdat bij hem blijkbaar alleen de gedachte dat iets helpt al voldoende is. |

### Tailgate Up vs. Tailgate Down
| Mythe                                                                                    | Status | Notities                                                        |
| ---------------------------------------------------------------------------------------- | ------ | --------------------------------------------------------------- |
| Het bespaart brandstof als je tijdens het rijden met je pick-up de laadklep omlaag doet. | Busted | Rijden met de laadklep open vergroot juist het benzineverbruik. |

### Finger in a Barrel
Het Junior-team onderzoekt een mythe die klassiek is in veel tekenfilms.
| Mythe | Status | Notities |
| --- | ------ | --- |
| Als je je vinger in de loop van een jachtgeweer steekt, schiet het geweer achteruit en ontploft, waardoor de schutter en niet het slachtoffer omkomt. | Busted | De testhanden die werden gebruikt voor het dichtstoppen van de geweerloop werden compleet vernield. Geen ervan had de kracht of het volume om een geweerloop dicht te stoppen. |